# استاد ماجراجویی
استاد ماجراجویی (به انگلیسی: Adventure Master) در سبک ماجرایی، توسط شرکت CBS Software تولید و منتشر گردید.

## گیم‌پلی
این بازی اولین سری از نرم‌افزارهای معروف به "ادونچرساز" می‌باشد که در اواسط دهه ۱۹۸۰ میلادی بسیار رواج پیدا کرد. این گونه بازی‌ها در واقع ویرایشگرهای ساده‌ای هستند که با محدودیت‌های زیاد به کاربر امکان طراحی و ساخت بازی‌های ماجرایی را می‌دهند. ساختار به کار رفته در این بازی بسیار ساده و متشکل از مجموعه دستورهای پارسر می‌باشد. مانند : برو شمال ...
ساختار این بازی امکان ساخت و طراحی اتاقها و اشیا مختلف، اضافه نمودن توضیحات لازم و تعریف کلمات مورد نیاز برای هر پارسر دستوری را ارائه می‌دهد. در ضمن امکان اضافه نمودن گرافیک به صورت کاملاً محدود (فقط ۱۰ تصویر) نیز وجود دارد. ساختار گرافیک‌های اضافه شده کاملاً محدود بوده و گرافیک‌ها به صورت ۴ رنگ با وضوح تصویر ۱۶۰ در ۹۶ می‌باشند.

## سیستم‌ها
این بازی در سال ۱۹۸۴ به صورت هم‌زمان توسط شرکت CBS Software بر روی رایانه‌های خانگی اپل ۲، آتاری ۸۰۰ و کمودور ۶۴ منتشر گردید.

## معادل انگلیسی
1. ↑  Christopher Chance
2. ↑  adventure creation
3. ↑  Go North